# Evangelische Kirche (Nieder-Klingen)

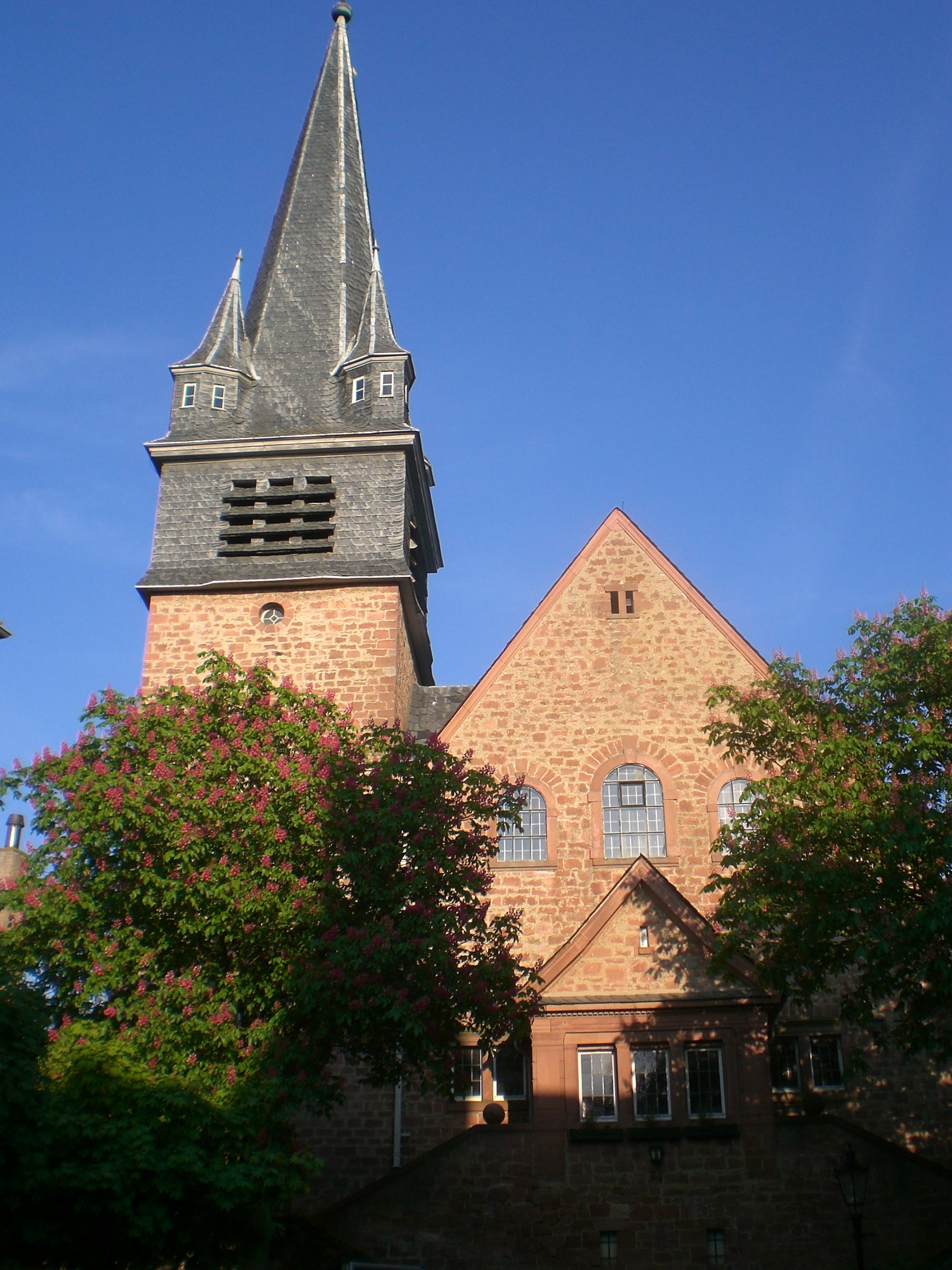
Evangelische Kirche (Nieder-Klingen)

Die Evangelische Kirche Nieder-Klingen ist ein denkmalgeschütztes Kirchengebäude, das in Nieder-Klingen steht, einem Ortsteil von Otzberg im Landkreis Darmstadt-Dieburg in Hessen. Die Kirche gehört zum Kirchspiel Otzberg im Dekanat Vorderer Odenwald in der Propstei Starkenburg der Evangelischen Kirche in Hessen und Nassau.

## Beschreibung
Die Saalkirche wurde 1906/07 nach Plänen von A. Voelker erbaut. Seitlich der Nordwestecke des Langhauses steht neben der Fassade der quadratische Kirchturm mit einem schiefergedeckten Aufsatz, der den Glockenstuhl beherbergt. Zwischen den vier Wichhäuschen an den Ecken erhebt sich ein achtseitiger spitzer Helm. Der Fassade ist eine Freitreppe vorgelagert. Der Innenraum ist mit einem flachen Tonnengewölbe überspannt. Im Chor, auf der Empore über der Kanzel, die hinter dem Altar steht, befindet sich die Orgel, die 1747 für eine Kirche in Hähnlein gebaut wurde.